# انتاگوچا (لیما)
انتاگوچا (به اسپانیایی: Antaqucha) یک دریاچه در پرو است که در Huachupampa District واقع شده‌است.